# 小老爷们那点事儿
《小老爷们那点事儿》是中国漫画家涂老鸦发在某网站的漫画，讲述男孩到男人成长中的各种秘密。作者现定居在青岛，在2007年3月23日开始画。作者画这个是他首次尝试成人题材和涂鸦风格，